# Pfarrhaus (Oberfinning)

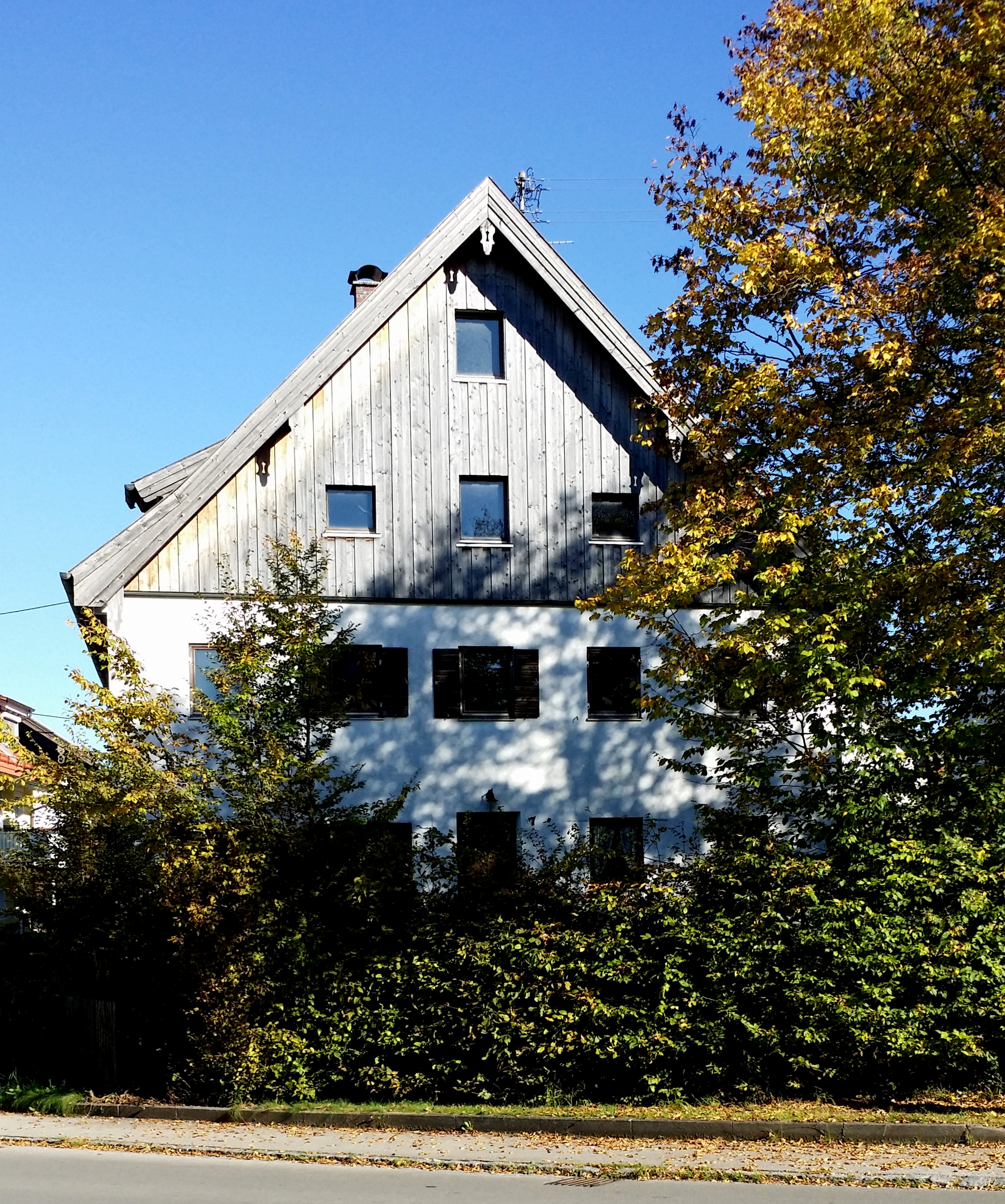
Ehemaliges Pfarrhaus in Oberfinning

Das Pfarrhaus in Oberfinning, einem Gemeindeteil von Finning im oberbayerischen Landkreis Landsberg am Lech, wurde im Kern 1821 errichtet. Das ehemalige Pfarrhaus an der Hauptstraße 7, unweit der katholischen Pfarrkirche Heilig Kreuz, ist ein geschütztes Baudenkmal.
Der zweigeschossige Satteldachbau besitzt drei zu fünf Fensterachsen. Das Gebäude wird durch die symmetrische Anordnung der Fensterachsen gegliedert.